# Oka Ichinosuke
Oka Ichinosuke est un nom japonais traditionnel ; le nom de famille (ou le nom d'école), Oka, précède donc le prénom (ou le nom d'artiste).
Le baron Oka Ichinosuke (岡 市之助, Oka Ichinosuke) (28 mars 1860 - 20 juillet 1916) est un général de l'armée impériale japonaise qui fut ministre de la Guerre pendant la Première Guerre mondiale.

## Biographie
Né dans le domaine de Chōshū (actuelle préfecture de Yamaguchi), Oka sort diplômé de la 4e promotion de l'académie de l'armée impériale japonaise en 1881 puis de la 4e promotion de l'école militaire impériale du Japon en 1888.
Oka sert comme vice-commandant de la 8e brigade d'infanterie puis comme commandant du 20e régiment d'infanterie. Durant la première guerre sino-japonaise, il est chef d'État-major de la 1re division.
Après la guerre, Oka sert à divers postes administratifs à l'État-major de l'armée impériale japonaise. Au moment de la guerre russo-japonaise, il travaille au département des affaires militaires. Il est promu major-général en 1905. Il commande les 27e et 29e brigades d'infanterie avant d'être promu lieutenant-général en février 1912 et commandant de la 3e division en 1913. 
En avril 1914, Oka devient ministre de la Guerre dans le gouvernement du Premier ministre Ōkuma Shigenobu.
Il démissionne en mars 1916 pour raisons de santé et reçoit le titre de baron (danshaku) selon le système de noblesse kazoku juste avant sa mort en juillet de la même année.